# مسابقات جهانی تنیس روی میز ۱۹۵۴
مسابقات جهانی تنیس روی میز ۱۹۵۴ (انگلیسی: 1954 World Table Tennis Championships) بیست و یکمین دوره مسابقات جهانی تنیس روی میز است که در شهر لندن، انگلستان برگزار شده است.
این مسابقات از ۵ تا ۱۴ آوریل ۱۹۵۴ در دو بخش تیمی و انفرادی انجام شده است.